# Albidona
Albidona är en ort och kommun i provinsen Cosenza i regionen Kalabrien i Italien. Kommunen hade 1 300 invånare (2017).